# Geoffroy Gaimar
Geoffroy Gaimar (actif vers 1136-1137) est un chroniqueur et poète anglo-normand du XIIe siècle.

## Biographie
Les origines de Gaimar sont inconnues, et on sait très peu de choses sur les circonstances de sa vie. Il est patronné par Constance, la femme de Raoul FitzGilbert, un noble du Lincolnshire. Il a accès à des sources historiques grâce à l'aide de Robert, le comte de Gloucester, Walter Espec et Gaultier, archidiacre d'Oxford.

## Œuvres
Son Estoire des Engleis, rimée en octosyllabes, est probablement rédigée entre 1136 et 1137 pour sa mécène Constance. Il ne nous est parvenu que 6526 vers de cette chronique, mais elle était bien plus longue, comprenant l'histoire de la Grande-Bretagne depuis des origines mythiques troyennes jusqu'à la mort du roi d'Angleterre Guillaume le Roux en 1100. C'est la plus ancienne œuvre historique en normand qui nous soit parvenue.
Dans celle-ci, Gaimar reprend des passages d'autres chroniques en les interpolant et les réécrivant. Toutefois, son travail n'est pas exempt d'erreurs, chronologiques ou factuelles. Il en supprime toutes les références à l'histoire ecclésiastique visant ainsi un public laïc. Il incorpore à son œuvre des traditions étrangères, comme l'épopée en vieux français du viking Gormund, et l'histoire de Haveloc le Danois. Pour l'historien Ian Short, les détails historiques que l'on ne retrouve nulle part ailleurs ne doivent pas forcément être rejetés comme étant forcément des inventions. Dans la partie post-conquête normande de l'Angleterre, sa description de la bataille de Hastings (1066) se résume aux exploits du jongleur Taillefer vus par les Anglais ; et l'histoire de Hereward l'Exilé est très largement développée.

### Sources
- Ian Short, « Gaimar, Geffrei (fl. 1136–1137) », Oxford Dictionary of National Biography, Oxford University Press, 2004.